# Cupa României 2005-2006
Cupa României 2005/2006 a fost a 68-a ediție a Cupei României. Finala s-a jucat pe data de 17 mai 2006 pe Stadionul Lia Manoliu în București. Câștigătoarea cupei, FC Rapid București,  s-a calificat în prima rundă a Cupei UEFA, ediția 2006-2007.

## Șaisprezecimi
Meciurile au avut loc pe 21 septembrie 2005.
| Dată               | Stadion                     | Gazdă              | Scor                | Oaspete            | Arbitru                            |
| 20 septembrie 2005 | Gaz Metan Mediaș            | Gaz Metan          | 0 - 0 d.p., 2-4 pen | Oțelul             | Victor Stănișteanu Buzău           |
| 21 septembrie 2005 | Areni Suceava               | Cetatea Suceava    | 2 - 1               | Sportul Studențesc | Marius Martiș Focșani              |
| 21 septembrie 2005 | Gloria Buzău                | Gloria Buzău       | 1 - 2               | Farul              | Alexandru Tudor București          |
| 21 septembrie 2005 | Otopeni                     | Otopeni            | 2 - 5               | Poli Timișoara     | Victor Berbecaru Râmnicu Vâlcea    |
| 21 septembrie 2005 | CFR Timișoara               | CFR Timișoara      | 1 - 3               | Național           | Sebastian Colțescu Craiova         |
| 21 septembrie 2005 | Valentin Stănescu București | Rapid II           | 0 - 0 d.p., 8-7 pen | Steaua București   | Robert Dumitru Brașov              |
| 21 septembrie 2005 | Mircea Chivu Reșița         | CSM Reșița         | 0 - 1               | Rapid              | Marian Salomir Cluj-Napoca         |
| 21 septembrie 2005 | Dunărea Galați              | Dunărea Galați     | 0 - 1               | Dinamo             | Augustus Constantin Râmnicu Vâlcea |
| 21 septembrie 2005 | Ion Oblemenco Craiova       | FCU Craiova        | 1 - 0               | CFR Cluj           | Lucian Dan Aiud                    |
| 21 septembrie 2005 | Unirea Dej                  | Unirea Dej         | 0 - 2               | Poli Iași          | Aurelian Simion Pitești            |
| 21 septembrie 2005 | Iuliu Bodola Oradea         | FC Bihor           | 0 - 2               | Jiul Petroșani     | Orlando Trandu Timișoara           |
| 21 septembrie 2005 | Eugen Popescu Târgoviște    | FCM Târgoviște     | 3 - 2               | Argeș Pitești      | Teodor Crăciunescu Râmnicu Vâlcea  |
| 21 septembrie 2005 | Ilie Oană Ploiești          | Petrolul           | 2 - 1               | Gloria Bistrița    | Adrian Stănescu București          |
| 21 septembrie 2005 | Central Mangalia            | Callatis Mangalia  | 0 - 2               | Pandurii           | Marius Bocăneală Galați            |
| 21 septembrie 2005 | Gloria Bistrița             | Gloria Bistrița II | 1 - 2               | FC Vaslui          | S. Bogdan Craiova                  |
| 21 septembrie 2005 | ICIM Brașov                 | FC Brașov          | 2 - 2 d.p., 4-6 pen | FCM Bacău          | Viorel Sandu București             |

## Optimi
Meciurile retur au avut loc pe 25 octombrie 2005.
| Gazde           | Total         | Oaspeți        | Prima manșă |
| --------------- | ------------- | -------------- | ----------- |
| Pandurii        | 0-2           | Oțelul         | 0-2         |
| Cetatea Suceava | 2-3           | Rapid          | 2-3         |
| Petrolul        | 2-1           | Dinamo         | 1-2         |
| Rapid II        | 3-4           | Farul          | 3-4         |
| FCM Bacău       | 0-2           | Jiul Petroșani | 0-2         |
| Poli Iași       | 2-1           | FC Vaslui      | 2-1         |
| FCM Târgoviște  | 1-3           | Poli Timișoara | 1-3         |
| Național        | 0-0 (4-3 pen) | FCU Craiova    | 0-0         |

## Sferturi
Meciurile retur au avut loc pe 7 decembrie 2005.
| Gazde          | Total | Oaspeți            | Prima manșă |
| -------------- | ----- | ------------------ | ----------- |
| Petrolul       | 3-2   | Poli Timișoara     | 3-2         |
| Poli Iași      | 0-1   | Rapid              | 0-1         |
| Jiul Petroșani | 0-1   | Farul              | 0-1         |
| Oțelul         | 0-0   | Național (3-4 pen) | 0-0         |

## Semifinale
Prima manșă a avut loc pe 22 martie 2006, iar meciurile din a doua manșă pe 19 aprilie 2006
| Gazde | Total | Oaspeți  | Prima manșă | A doua manșă |
| ----- | ----- | -------- | ----------- | ------------ |
| Rapid | 7-4   | Petrolul | 4-1         | 3-3          |
| Farul | 2-4   | Național | 1-0         | 1-4          |

## Finala
| Rapid       | 1–0 (a.e.t.) | Național |
| ----------- | ------------ | -------- |
| Niculae 91' |              |          |

| Rapid București | Național București |

| RAPID BUCUREȘTI: |    |                   |      |     |
|                  |    |                   |      |     |
| GK               | 1  | Dănuț Coman       |      |     |
| DF               | 23 | Marius Constantin |      |     |
| DF               | 24 | Vasile Maftei (c) |      |     |
| DF               | 6  | Ionuț Rada        |      |     |
| MF               | 9  | Valentin Bădoi    |      |     |
| MF               | 18 | Nicolae Grigore   |      | 67' |
| MF               | 25 | Romeo Stancu      |      |     |
| MF               | 10 | Artavazd Karamyan |      | 99' |
| FW               | 29 | Mugurel Buga      |      |     |
| FW               | 21 | Daniel Niculae    |      |     |
| FW               | 19 | Daniel Pancu      |      | 55' |
| Rezerve:         |    |                   |      |     |
| GK               | 32 | Mihai Mincă       |      |     |
| DF               | 5  | Ionuț Stancu      |      | 99' |
| DF               | 14 | Dănuț Perjă       |      |     |
| MF               | 7  | Ciprian Vasilache |      |     |
| MF               | 8  | Valentin Negru    | 115' | 67' |
| FW               | 20 | Lucian Burdujan   |      |     |
| FW               | 99 | Viorel Moldovan   |      | 55' |
| Antrenor:        |    |                   |      |     |
| Răzvan Lucescu   |    |                   |      |     |

| NAȚIONAL BUCUREȘTI: |    |                   |      |     |
|                     |    |                   |      |     |
| GK                  | 13 | Eugen Nae         |      |     |
| DF                  | –– | Cristian Săpunaru | 100' |     |
| DF                  | 27 | Ovidiu Burcă (c)  |      |     |
| DF                  | –– | Ersin Mehmedović  |      |     |
| DF                  | 5  | Mihai Panc        |      |     |
| MF                  | 23 | Abiodun Agunbiade |      |     |
| MF                  | 10 | Wayne Srhoj       |      | 63' |
| MF                  | 28 | Zeno Bundea       |      | 92' |
| MF                  | 15 | Ovidiu Herea      |      |     |
| MF                  | –– | Iulian Tameș      |      | 32' |
| FW                  | –– | Ryan Griffiths    |      |     |
| Rezerve:            |    |                   |      |     |
| GK                  | 12 | Radostin Stanev   |      |     |
| DF                  | 2  | Emil Ninu         |      |     |
| DF                  | 8  | Costel Mozacu     | 107' | 32' |
| DF                  | 14 | Daniel Ghindeanu  |      | 63' |
| DF                  | 17 | Alin Marcu        |      |     |
| FW                  | 6  | Daniel Marin      |      | 92' |
| FW                  | –– | Octavian Chihaia  |      |     |
| Antrenor:           |    |                   |      |     |
| Cristiano Bergodi   |    |                   |      |     |

| - Arbitrii asistenți: - Aurel Onița - Ionel Popa - Al patrulea oficial: - Alexandru Tudor | Regulile meciului - 90 de minute. - 30 de minute prelungiri (reprize a câte 15 minute) - Lovituri de la 11 metri dacă scorul rămâne egal după 120 de minute. - 7 rezerve - Maxim 3 înlocuiri. |